# .gd
.gdは国別コードトップレベルドメイン（ccTLD）の一つで、グレナダに割り当てられている。